# Croton haitiensis
Espèce
Croton haitiensis est une espèce de plantes à fleurs du genre Croton et de la famille des Euphorbiaceae, présente à Haïti.
Il a pour synonyme :
- Croton nanus, Urb. et Ekman, 1926